# 25424 Gunasekaran
25424 Gunasekaran è un asteroide della fascia principale. Scoperto nel 1999, presenta un'orbita caratterizzata da un semiasse maggiore pari a 2,5712563 UA e da un'eccentricità di 0,0991034, inclinata di 2,82478° rispetto all'eclittica.